# Macrocneme vidua
Macrocneme vidua är en fjärilsart som beskrevs av Felix Bryk 1953. Macrocneme vidua ingår i släktet Macrocneme och familjen björnspinnare. Inga underarter finns listade i Catalogue of Life.